# NGC 5547
NGC 5547 је спирална галаксија у сазвежђу Мали медвед која се налази на NGC листи објеката дубоког неба.
Деклинација објекта је + 78° 36' 6" а ректасцензија 14h 9m 45,1s. Привидна величина (магнитуда) објекта NGC 5547 износи 13,9 а фотографска магнитуда 14,8. NGC 5547 је још познат и под ознакама UGC 9095, CGCG 353-31, NPM1G +78.0073, IRAS 14101+7850, PGC 50543.